# سفارة كوريا الجنوبية في اليابان
سفارة كوريا الجنوبية في اليابان هي أرفع تمثيل دبلوماسي لدولة كوريا الجنوبية لدى اليابان. تقع السفارة في ميناتو وهي تهدف لتعزيز المصالح الكورية جنوبية في اليابان.

## وصلات خارجية
- قائمة سفارات كوريا الجنوبية
- قائمة السفارات في اليابان